# Einar Restad
Einar Henrik Restad, född 13 oktober 1895 i Sankt Johannes församling, Östergötlands län, död 13 juni 1974, var en svensk jurist. 
Restad, som var son till byggmästare Henrik Ohlsson och Maria Lindell, avlade studentexamen i Norrköping 1915 och blev juris kandidat vid Uppsala universitet 1923. Efter tingstjänstgöring i Flundre, Väne och Bjärke domsaga 1923–1926, extra länsnotarie i Älvsborgs län 1927–1928, extra ordinarie länsnotarie i Hallands län 1929–1938 och landstingsdirektör vid Hallands läns landsting 1939–1962.
Restad innehade sakkunniguppdrag och var ledamot av ett flertal offentliga utredningar 1940–1960, var ordförande i Halmstads sparbank sedan 1942, styrelseledamot i Sparbankernas bank 1942–1965 (vice ordförande 1958–1965), ordförande i Systembolaget i Halmstad och Systemaktiebolagets rådgivande nämnd i Hallands län sedan 1948, länsnykterhetsnämnden i Hallands län sedan 1948 och Svenska Röda Korsets Hallandsdistrikt sedan 1956.